# Кале (Дордоња)
Кале (фр. Calès) насеље је и општина у југозападној Француској у региону Аквитанија, у департману Дордоња која припада префектури Бержерак.
По подацима из 2011. године у општини је живело 378 становника, а густина насељености је износила 47,13 становника/km². Општина се простире на површини од 8,02 km². Налази се на средњој надморској висини од 111 метар (максималној 163 m, а минималној 36 m).

## Демографија
| 1962. | 1968. | 1975. | 1982. | 1990. | 1999. | 2011. |
| ----- | ----- | ----- | ----- | ----- | ----- | ----- |
| 370   | 380   | 343   | 312   | 289   | 304   | 378   |

График промене броја становника у току последњих година